# Eumichtis photophila
Eumichtis photophila är en fjärilsart som beskrevs av Butler 1882. Eumichtis photophila ingår i släktet Eumichtis och familjen nattflyn. Inga underarter finns listade i Catalogue of Life.